# La via del tabacco (film)
La via del tabacco (Tobacco Road) è un film del 1941 diretto da John Ford.
Nunnally Johnson ha basato la sceneggiatura sulla pièce di Jack Kirkland (1933), tratta dal romanzo di Erskine Caldwell (1932).
Ford punta su una linea di idillio figurativo e in chiave di commedia, passando dalla malinconia all'umorismo aguzzo, dalla satira alla tenerezza. Splendido bianco e nero di Arthur C. Miller.
In Italia il film uscì con otto anni di ritardo e con tagli per 14 minuti da parte dalla censura del 1949.

## Trama
La famiglia Lester della Georgia è una congrega di tarati. Anni e forse secoli di lavoro massacrante e malnutrizione hanno influito in maniera decisiva sulla psiche dell’intera schiatta, intaccandone il patrimonio genetico. I due anziani coniugi Jeeter e Ada (ma nei dintorni del loro abituro si aggira ancora una nonna Lester) hanno partorito 17 figli, di cui quattro sono morti, dieci se ne sono andati altrove, una, Perla, è stata data in moglie al rude contadino Lov Bensey, mentre altri due – l’animalesca bellezza Ellie May e il quattordicenne ritardato Dude (buono soltanto a suonare il clacson delle automobili), vivono ancora con loro. La Grande depressione ha ridotto i Lester sul lastrico, lasciandoli a morire d’inedia e ad essere cacciati dalla loro casa e dalla loro terra (acquisita dalla locale banca dal vecchio proprietario, generoso ma ormai in braghe di tela), per non avere neppure i soldi per comprare le sementi ed iniziare a lavorare i campi. Una soluzione a lunga scadenza non sembra esistere e quindi non resta che sperare in qualche espediente, come far sposare l’ultimo figlio maschio con un’anziana vedova, fanatica della religione, che ha ereditato un’assicurazione sulla vita dal defunto marito.